# Habartov
Habartov (Duits: Habersbirk of Haberspirk) is een stad en gemeente in de Tsjechische regio Karlsbad. De gemeente ligt op 484 meter hoogte, ongeveer 7 kilometer ten westen van de districtshoofdstad Sokolov. De stad ligt tussen het Ertsgebergte en het natuurgebied Slavkovský les.
Naast de stad Habartov zelf liggen ook de dorpen Horní Částkov, Kluč, Lítov, Úžlabí en Na Rovince in de gemeente.

## Geschiedenis
De eerste schriftelijke vermelding van de stad stamt uit het jaar 1339.
Březová · Bublava · Bukovany · Chlum Svaté Maří · Chodov · Citice · Dasnice · Dolní Nivy · Dolní Rychnov · Habartov · Horní Slavkov · Jindřichovice · Josefov · Kaceřov · Krajková · Královské Poříčí · Kraslice · Krásno · Kynšperk nad Ohří · Libavské Údolí · Loket · Lomnice · Nová Ves · Nové Sedlo · Oloví · Přebuz · Rotava · Rovná · Staré Sedlo · Stříbrná · Svatava · Šabina · Šindelová · Sokolov · Tatrovice · Těšovice · Vintířov · Vřesová